# Лёвенвольде, Карл Густав
Граф (с 1726) Карл Густав Лёвенвольде (нем. Karl Gustav von Löwenwolde; 1684 — 30 апреля 1735, мыза Раппин) — русский дипломат из остзейского дворянского рода Лёвенвольде, организатор и первый командир Измайловского лейб-гвардии полка в чине «гвардии полковника и генерал-адъютанта», один из самых влиятельных придворных в начале правления Анны Иоанновны, обер-шталмейстер (1732).

## Биография

### Начало карьеры
Карл Густав Лёвенвольде старший из трёх сыновей Герхарда Иоганна Лёвенвольде (ум. 1721), пленипотенциария Петра I в Лифляндии и Эстляндии (1710), а затем обер-гофмейстера Софии-Шарлотты, супруги царевича Алексея Петровича. Генерал-адъютант Петра I, выполнявший многочисленные поручения императора. Как брат Рейнгольда Густава, фаворита императрицы Екатерины I, получил графский титул. Лифляндский ландрат (1721—1735).
Когда Верховный тайный совет решил пригласить на престол из Курляндии вдовствующую Анну Иоанновну, ограничив её власть «кондициями», Карл Густав Лёвенвольде первым предуведомил её о грозящей опасности (по поручению младшего брата Рейнгольда Густава, который, находясь в столице, отправил к нему в Лифляндию тайного курьера). Как писал Эрнст Миних, «сия до формы правления касающаяся перемена не могла быть столь скрытна, чтобы не проведал об оной камергер покойного императора граф Густав-Рейнгольд Лёвенвольде, которого старший брат, после бывший обер-шталмейстером у императрицы Анны Иоанновны, жил тогда в отставке в своих деревнях в Лифляндии и с давнего уже времени предан был герцогине Курляндской. Дабы уведомить сего и чрез него императрицу об оном деле как можно скорее, не нашел камергер граф Лёвенвольде иного удобнейшего средства, кроме как послать своего скорохода в крестьянской одежде к нему с письмом в Лифляндию. Вестник, наняв сани, скоро поспел туда, так что старший граф Лёвенвольде успел отправиться в Митаву и приехать туда целыми сутками ранее, нежели депутаты. Он первый возвестил новоизбранной императрице о возвышении её и уведомил о том, что брат к нему писал в отношении ограничения самодержавия. При том он дал свой совет, дабы императрица на первый случай ту бумагу, которую после нетрудно разорвать, изволила подписать, уверяя, что нация не долго довольна быть может новым аристократическим правлением и что в Москве найдутся уже способы все дела в прежнее привести состояние. После сего, откланявшись, без замедления возвратился в свои деревни».
За эту услугу сразу по вступлении Анны на российский престол ему было доверено сформировать Измайловский полк и командовать им в чине полковника. Этот и сформированный одновременно с ним Конный полк были вооружённой опорой нового царствования. Впоследствии чин полковника Измайловского полка имела Монаршая Особа. Подполковником Измайловского полка Лёвенвольде пригласил Джеймса Кита. В этом полку служил В. А. Нащокин, оставивший воспоминания о своём полковнике, Карле Густаве Лёвенвольде.

### В Берлине и Вене
В 1731 году Лёвенвольде получил назначение полномочным министром в Вене и Берлине. Императрица поручила ему подыскать подходящего жениха для своей племянницы Анны Леопольдовны. Дипломат рекомендовал ей кандидатуры маркграфа Карла Бранденбургского и принца Антона-Ульриха Брауншвейгского. Тогда же при содействии Ягужинского он добился расширения и без того значительных привилегий остзейского дворянства.
В конце 1732 года Лёвенвольде вернулся в Берлин, чтобы сообща с императором противостоять избранию на польский и курляндский престолы французских ставленников — Станислава Лещинского и Морица Саксонского. В противовес им были выдвинуты кандидатуры португальского инфанта Эммануила и прусского принца Августа Вильгельма. Миссия Лёвенвольде зашла в тупик, когда император отказался закрепить договорённости на бумаге.

### В Варшаве
В марте 1733 года Лёвенвольде переместился в Варшаву, чтобы помешать избранию на престол Лещинского. Как российский посланник в Речи Посполитой он был наделён неслыханными полномочиями вплоть до права объявления войны и мира. Когда шляхтичи всё-таки сделали выбор в пользу Лещинского, под начальство Лёвенвольде поступила армия Ласси, вошедшая в пределы Польши. Началась война за польское наследство. Вступал в конфликт с Минихом, который делал попытки превышать свои полномочия.
21 декабря 1733 года был пожалован орденом Св. Андрея Первозванного.
В начале 1734 года Лёвенвольде вёл в Вене переговоры с императором о координации действий против Османской империи.

## Смерть
По словам В. А. Нащокина, офицера лейб-гв. Измайловского полка, «в 1735 году обер-шталмейстер, лейб-гвардии Измайловского полка полковник, ордена Св. Апостола Андрея кавалер, её императорского величества генерал-адъютант граф фон Левенвольд, который был в Польше полномочным послом и посылан был к цесарю; он же и полк Измайловский привел в изрядный регулярный порядок и в лучшую от других полков экзерцицию; по многих его к государству трудах из немецких краев в С.-Петербург возвратился в тяжкой болезни и просил всемилостивейшую государыню, чтоб отпущен был в деревню его Дерптского уезда, в мызу Ряпину. А при отъезде призвал он всех штаб- и обер-офицеров, со всеми прощался и поехал в последнем состоянии своего здоровья, а по прибытии в свою деревню, как было известно, все домовое распорядя, добропорядочно того же года в апреле месяце умре».

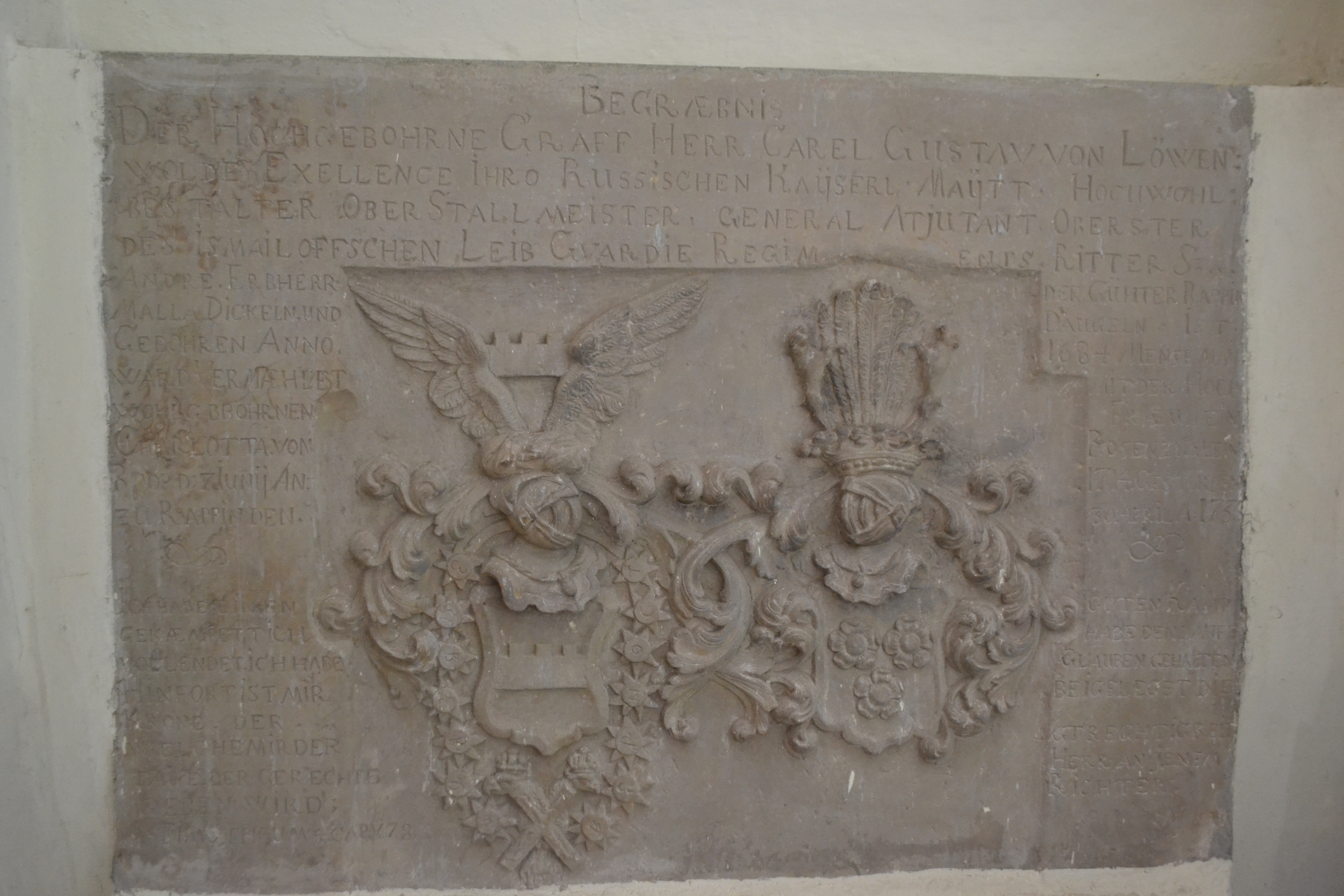
Надгробная плита Лёвенвольде

Похоронен в капелле замка Гросс-Рооп, где сохранилось его надгробие.

## Современники о личности Карла Густава
Иоганн Эрнст Миних:
Личные свойства и качества графа Лёвенвольде действительно заслуживали почитания. Сверх острого и проницательного разума, имел он совершенно честное сердце, был великодушен, бескорыстен и охотно вспомоществовал всем, кои с правым делом или просьбою к нему прибегали. Он жил весьма умеренно и без великолепия. Вид его был важен, но не неприятен, и в домашнем обхождении находили его веселым и шутливым. Друзьям своим делал он добро, и кто однажды вошел к нему в любовь, тот чрез наговорки и клеветы не скоро лишался оной. Но если он однажды кого возненавидел, то уже бывал вовсе непримирим.
В. А. Нащокин:
Человек был великого разума, имел склонность к правосудию; к подчиненным, казалось, был строг, только в полку ни единый человек не штрафован приказом его, а все в великом страхе находились, и такой человек, как оный граф Левенвольд, со справедливыми поступками и зело с великим постоянством, со смелостью, со столь высокими добродетелями редко рожден быть может.
Испанский посол при российском дворе герцог де Лириа:
Человек, одаренный способностями, храбрый, отважный и лживый. Он любил славу своей государыни и пользовался особенною доверенностию ее величества; но русские ненавидели его за то, что он старался употреблять всюду иностранцев. Страшный игрок и вместе с тем скряга, он любил взятки; но, впрочем, был такой человек, с которым можно было советоваться.
Этот испанский посол, сын внебрачного сына свергнутого короля Якова Стюарта, был уличен в попытке подделать в политических целях родословие Карла Левенвольде, ложно указав его родство с якобитами (Киты, Гордоны). Мнение этого человека было заведомо предвзято и не может считаться объективным.